# Stoppelveldkwartel
De stoppelveldkwartel (Coturnix pectoralis) is een vogel uit de familie fazantachtigen (Phasianidae). De wetenschappelijke naam van de soort is voor het eerst geldig gepubliceerd in 1837 door Gould.

## Kenmerken
De kop en keel van deze 16 cm grote vogel hebben een lichtbruine kleur, met op de keel een zwarte vlek. De onderzijde is zwartwit gestreept. De keel en zwartgevlekte wangen van het hennetje zijn witbruin. De keel mist de zwarte vlek en is witachtig bruin met zwarte strepen, net als de borst en de flanken.

## Voortplanting
De hen legt acht tot tien eieren, die ongeveer 17 dagen worden bebroed.

## Voorkomen
De soort komt voor in het zuidoosten en zuidwesten van Australië en Tasmanië.

## Beschermingsstatus
Op de Rode Lijst van de IUCN heeft de soort de status veilig.